# Gettin' Jiggy wit It
Gettin' Jiggy wit It is een nummer van de Amerikaanse rapper Will Smith uit 1998. Het is de derde single van zijn eerste soloalbum Big Willie Style.
De coupletten van het nummer zijn gebaseerd op een sample uit He's the Greatest Dancer van Sister Sledge, en het refrein op een sample uit Sang and Dance van the Bar-Kays. Met "jiggy" bedoelt Smith het krijgen van danskriebels voordat je helemaal losgaat op de dansvloer. "Gettin' Jiggy with It" schopte het wereldwijd tot hoge posities in de hitlijsten. Het werd een nummer 1-hit in de Amerikaanse Billboard Hot 100. Ook in het Nederlandse taalgebied deed het meer het goed; het bereikte de 6e positie in de Nederlandse Top 40 en de 10e in de Vlaamse Ultratop 50.